# دژولی
دژولی (به لاتین: Dzhuli) یک منطقهٔ مسکونی در روسیه است که در داغستان واقع شده‌است.